# Realeza
Realeza este un oraș în Paraná (PR), Brazilia.